# Barry Adamson

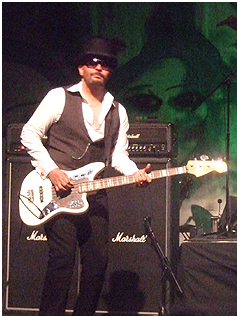
Barry Adamson, 2009

Barry Adamson (* 11. Juni 1958 in Moss Side, Manchester) ist ein britischer Musiker.

## Biografie
Adamson wuchs in Manchester auf und begann schon in jungen Jahren sich für Musik zu begeistern. Seinen ersten Song Brain Pain schrieb er im Alter von 10 Jahren. Nach der Schule versuchte er sich zunächst als Grafikdesigner, schlitterte jedoch in die beginnende Punkszene. Mit dem ex-Buzzcocks-Sänger Howard Devoto gründete er Magazine. Er spielte dort E-Bass und blieb bis zuletzt Mitglied der Band. Außerdem beteiligte er sich an Devotos Soloalbum und an der Nachfolgeband Luxuria. Neben Magazine spielte er auch die ersten beiden Alben von Visage ein.
Nach dem Ende von Magazine beteiligte sich Adamson an dem dritten Soloalbum von Pete Shelley. Anschließend stieg er zunächst von 1982 bis 1983 bei The Birthday Party ein. Mit ihnen veröffentlichte er das gleichnamige Debütalbum und die Alben Prayers on Fire und Junkyard. Nach der Auflösung schloss sich Adamson dem Nachfolgeprojekt Nick Cave and The Bad Seeds an. Dort spielte er auf vier Alben mit.
1987 begann seine Solokarriere. Auf Mute Records veröffentlichte er seine erste EP The Man with the Golden Arm. Danach folgte Moss Side Story. Das Album enthielt den fiktiven Soundtrack zu einem Thriller. Er veröffentlichte bis dato acht Soloalben und wirkte an sieben Soundtracks mit, u. a. für David Lynchs Lost Highway und Oliver Stones Natural Born Killers. Des Weiteren spielte er auf den Alben mehrerer Künstler mit, zum Beispiel bei Lydia Lunch und Anita Lane. Adamson fertigte mehrere Remixe für Künstler wie Depeche Mode, The Jon Spencer Blues Explosion und Einstürzende Neubauten an.
2013 kurzfristig zu den Bad Seeds zurück: er spielte Bass auf zwei Songs des Albums Push the Sky Away und ersetzte den erkrankten Thomas Wydler auf der darauffolgenden Tournee.
Musik von Barry Adamson diente 2003 als Grundlage für das ungefähr 25-minütige Drei-Personen-Tanztheaterstück Broken Fall mit Choreographie von Russell Maliphant. 2022 kommt es zu einer Neuaufführung des Balletts in der Bayerischen Staatsoper in München.
Am 5. November 2021 erschien mit Steal Away eine EP mit vier neuen Songs von Adamson seit 2018.

## Diskografie
Mit Magazine
- siehe Magazine

Mit Visage
| Jahr | Titel     |
| 1982 | The Anvil |
| 1980 | Visage    |

 Mit The Birthday Party
- siehe The Birthday Party

Mit Nick Cave & The Bad Seeds
| Jahr | Titel                      |
| 1986 | Your Funeral... My Trial   |
| 1986 | Kicking Against the Pricks |
| 1985 | The Firstborn Is Dead      |
| 1984 | From Her to Eternity       |

Sonstige
| Jahr | Interpret      | Titel                       |
| 1998 | 12 Rounds      | Pleasant Smell              |
| 1993 | Ethyl Meatplow | Happy Days, Sweetheart      |
| 1993 | Anita Lane     | Dirty Pearl                 |
| 1988 | Dave Graney    | At His Stone Beach          |
| 1988 | Lydia Lunch    | Honeymoon in Red            |
| 1983 | Howard Devoto  | Jerky Versions of the Dream |
| 1982 | Pete Shelley   | Homosapien                  |

Soloalben
| Jahr | Titel                                          |
| 2024 | Cut to Black                                   |
| 2012 | I Will Set You Free                            |
| 2008 | Back to the Cat                                |
| 2006 | Stranger on the Sofa                           |
| 2002 | King of Nothing Hill                           |
| 1999 | The Murky World of Barry Adamson (compilation) |
| 1998 | As Above, So Below                             |
| 1996 | Oedipus Schmoedipus                            |
| 1993 | The Negro Inside Me                            |
| 1992 | Soul Murder                                    |
| 1989 | Moss Side Story                                |

EPs
| Jahr | Titel                               |
| 2021 | Steal Away                          |
| 1998 | Can't Get Loose                     |
| 1996 | Achieved In The Valley Of The Dolls |
| 1995 | The Big Bamboozle                   |
| 1995 | Movieology                          |
| 1992 | Cinema Is King                      |
| 1989 | Taming of the Shrewd                |

Singles
| Jahr | Titel                                              |
| 2006 | The Long Way Back Again (CD and 7")                |
| 2002 | Whispering Streets                                 |
| 2002 | Black Amour                                        |
| 2001 | Motorlab #3 (with Pan Sonic)                       |
| 1999 | The Crime Scene                                    |
| 1998 | Jazz Devil                                         |
| 1998 | What it Means                                      |
| 1991 | These Boots Are Made For Walking (with Anita Lane) |
| 1988 | The Man With The Golden Arm                        |

Soundtracks
| Jahr | Titel                |
| 2000 | The Beach            |
| 1997 | To Have And To Hold  |
| 1996 | Lost Highway         |
| 1996 | Last of England      |
| 1994 | Natural Born Killers |
| 1992 | Gas, Food, Lodging   |
| 1991 | Delusion             |